# إيغبرت (ملك وسكس)
إيغبرت (بالإنجليزية: Egbert) (771/775 - 839)، كما يكتب أيضا إكغبرت، إكغبريت، إكغبيورت (بالإنجليزية: Ecgbert, Ecgbriht, Ecgbeorht) كان ملك وسكس من 802 م حتى وفاته عام 839، وكان والده ألموند ملك كنت ‏. في الثمانينيات من القرن السابع، أجبر أوفا ملك مرسيا وبيورتريك ملك وسكس ‏ إيغبرت على النفي إلى بلاط شارلمان في مملكة الفرنجة ولكن عند وفاة بيورتريك في عام 802 عاد إيغبرت وتولى العرش.
لا يُعرف سوى القليل عن السنوات العشرين الأولى من حكم إيغبرت ولكن يُعتقد أنه كان قادرًا على الحفاظ على استقلال وسكس ضد مملكة مرسيا، التي كانت تسيطر في ذلك الوقت على الممالك الإنجليزية الجنوبية الأخرى. في عام 825 م، هزم إيغبرت بيورنولف، وأنهى سيادة مرسيا في معركة إيلاندن، وشرع في السيطرة على التبعيات المرسية في جنوب شرق إنجلترا. في عام 829 هزم ويغلاف ملك مرسيا وطرده من مملكته، وحكم مرسيا مؤقتًا بشكل مباشر. في وقت لاحق من ذلك العام، تلقى إيغبرت خضوعًا من الملك النورثمبري في دور. في وقت لاحق وصفت الوثائق الأنجلو ساكسونية إيغبرت بأنه بريتوالدا أو «حاكم واسع» للأراضي الأنجلو سكسونية.
لم يكن إيغبرت قادرًا على الحفاظ على هذا المركز المهيمن، وفي غضون عام استعاد ويغلاف عرش مرسيا. ومع ذلك، احتفظت وسكس بالسيطرة على كنت وساسكس وسري. أعطيت هذه الأراضي لأثلولف نجل إيغبرت ليحكمها باعتباره ملك أدنى تحت إيغبرت، الذي سيخلفه بعد وفاته عام 839 م. تم استيعاب الممالك الجنوبية الشرقية أخيرًا في مملكة وسكس بعد وفاة أثلبالد نجل أثلولف في عام 860. حكم أحفاد إيغبرت ويسيكس، وكل إنجلترا فيما بعد بشكل مستمر حتى عام 1013.

## العائلة
لا يوجد إجماعٌ بين المُؤرخين في شأنِ أسلافِ الملك إيغبرت. حيث تبدأ الوثائق الأنجلو سكسونية بتتبع نسب ابنه إيثلولف. ولد إيغبرت حوالي 769 أو 771 لابن إيلهموند من كينت وامرأة غير معروفة. يقال إنه كان لديه أخت غير شقيقة، ألبورجا، والتي تم الاعتراف بها لاحقًا كقديسة. تزوجت من رجل عجوز من ويلتشير، ولكن بعد وفاته أصبحت راهبة. على الرغم من عدم وجود كل من التواريخ والوثائق، يُعتقد أنه تزوج من ريدبورغا، والتي ربما كانت أخت أو أخت زوج أو ابنة أخت إمبراطور الفرنجة. تعززت هذه النظرية من خلال علاقات إيغبرت القوية بمحكمة الفرنجة وأنه قضى الكثير من الوقت هناك، ولكن لا يوجد دليل على وجود مثل هذه الملكة.
كان لديه عدد غير معروف من الأطفال. إيثلولف، الذي خلف إيغبرت، وكان قد حكم كينت وإسيكس وساري وساسكس كـ «نائب الملك»، كان ابنه. في بعض الوثائق الأنجلو سكسونية كرونيكل، يُطلق على أثيلستان اسم ابن إيغبرت، لكنه كان حفيده بالأحرى. ذكر العديد من الكتاب بعد الغزو النورماندي أن القديسة إديث (إيدجيث) من بوليسوورث هي ابنة إيغبرت، لكن من المشكوك فيه أن يكون هذا صحيحًا.

## هزيمة مرسيا
في عام 829، غزا إيغبرت مرسيا ودفع ويغلاف، ملك مرسيا، إلى المنفى. أعطى هذا الانتصار لإيغبرت السيطرة على دار سك النقود في لندن، وأصدر عملات معدنية كملك لمرسيا. بعد هذا الانتصار، وصفه كاتب الغرب الساكسوني بأنه بريتوالدا، بمعنى «الحاكم النافذ» أو ربما «حاكم بريطانيا»، في مقطع مشهور في الوثائق الأنجلو ساكسونية كرونيكل.
في وقت لاحق من عام 829، وفقًا للوثائق الأنجلو سكسونية، استسلم نورثمبريانز من دوري (الآن إحدى ضواحي شيفيلد) إلى إيغبرت. كان ملك نورثمبريا على الأرجح إيانريد. وفقًا لمؤرخ لاحق، روجر أوف وندوفر، غزا إيغبرت نورثمبريا ونهبها قبل أن يستسلم إيانريد: «عندما غزا إغبرت جميع الممالك الجنوبية، قاد جيشًا كبيرًا إلى نورثمبريا دمر المقاطعة بالنهب وجعل الملك يدفع الجزية». اشتهر روجر أوف وندوفر بتضمينه ملاحظات نورثمبريان في روايته، ولم يذكر التاريخ هذه الأحداث على الإطلاق. ومع ذلك، تم التشكيك في رواية إيانريد: فقد اقترح أحد المؤرخين أن اجتماع دوري كان من المرجح أن يتضمن اعترافًا متبادلًا بالسيادة.
وفي عام 830، قاد إيغبرت حملة ناجحة ضد الويلزيين، وكان هدفها بالتأكيد توسيع نفوذ الغرب الساكسوني في الأراضي الويلزية التي كانت في السابق تابعة لمرسيا.

### تضاؤل التأثير بعد عام 829
في عام 830، استعادت مرسيا استقلالها في ظل ويغلاف - تذكر الوقائع فقط أن ويغلاف «استعاد مملكة مرسيا»، ولكن ربما كان هذا نتيجة لثورة مرتزقة ضد قوة ويسيكس.
انتهى حكم إيغبرت على جنوب إنجلترا مع عودة ويغلاف إلى السلطة. أعقب عودة ويغلاف علامات استقلاله عن ويسيكس. هناك وثائق تظهر أن ويغلاف كان يحتفظ بالسلطة في ميدلسكس وبيركشاير، وفي وثيقة من عام 836 يستخدم ويغلاف عبارة «أساقفي، دوقي وقضاة بلدي» لوصف مجموعة تضم أحد عشر أسقفًا من أسقفية كانتربري، وكذلك أساقفة من الأسقفية في مناطق غرب ساكسون.